# Silnice II/350
Silnice II/350 je pozemní komunikace v Kraji Vysočina, která spojuje městys Štoky se silnicí II/343. Ve Štokách odbočuje na okružní křižovatce na náměstí ze silnice II/348, následně křižuje silnici I/38 a dále prochází těmito sídly:
- Pozovice
- Smilov
- Šlapanov
- Šachotín
- Přibyslav (ve městě se kříží se silnicí I/19)
- Malá Losenice
- Vepřová
- Račín
- Polnička (severovýchodně za obcí se kříží se silnicí I/37)
- Světnov
- Cikháj
- Kocanda
- Herálec

Severně od Herálce na úrovňové křižovatce ústí do silnice II/348, a to v jejím úseku mezi Svratkou a Kameničkami.
Čerpací stanice je v Přibyslavi, avšak mimo trasu II/350. Celková délka této silnice je zhruba 47 km.